# Alain Junior Ollé Ollé
Alain Junior Ollé Ollé (Douala, 1987. április 11. –) kameruni labdarúgó, a norvég Byåsen Toppfotball középpályása.

## Pályafutása
Ollé Ollé karrierjét Uruguayban kezdte, a Club Plaza Colonia de Deportes csapatánál. 2006-ban aláírt a montevideói Nacionalhoz. 2008 februárjában csatlakozott a német Freiburg csapatához, de a kevés játéklehetőség miatt kölcsönben a Rot Weiss Ahlenhez került, majd más csapatban folytatta pályafutását. Norvégiában a Byåsen, Svédországban a Stabæk és a Åtvidabergs FF játékosa volt.